# Séptima Ofensiva Antipartisana
La Séptima Ofensiva Antipartisana (en serbio: Sedma neprijateljska ofenziva) según la historiografía tradicional yugoslava u Operación Gambito de Caballo (en alemán: Operation Rösselsprung) fue una operación militar alemana del XV Cuerpo de Montaña y de tropas aliadas croatas y chetniks contra el cuartel general de los partisanos yugoslavos ubicado entonces en Drvar en la que se utilizaron tropas aerotransportadas y de tierra con el fin acabar con este y de tratar de capturar o eliminar a su comandante, el mariscal Tito. El ataque debía acabar asimismo con las instalaciones de apoyo a los Aliados y sus misiones de enlace en la localidad. Comenzó el 25 de mayo de 1944.
La operación consistió en un asalto de paracaidistas y tropas transportadas por planeadores principalmente del 500.º Batallón de Paracaidistas de las SS en conjunción con tropas de tierra que avanzaron cercando Drvar. Al asalto aerotransportado le precedió un duro bombardeo de la Luftwaffe. Las fuerzas que atacaron por tierra incluyeron unidades de las fuerzas armadas croatas del Estado Independiente de Croacia.
La operación resultó un fracaso, ya que Tito, sus principales ayudantes del alto mando partisano y los militares Aliados presentes en la localidad lograron escapar. El fracaso se debió a la mala coordinación de los servicios de espionaje alemanes, que no indicaron la información con la que contaban sobre la situación de Tito y la falta de planes alternativos si no era capturado de inmediato.

## Antecedentes
Las operaciones «blanca» y «negra» del Eje de principios de 1943 contra los partisanos habían supuesto serios reveses para estos. La rendición italiana en septiembre de 1943 les permitió, sin embargo, duplicar sus efectivos hasta los doscientos mil hombres gracias al armamento italiano capturado y ampliar considerablemente el territorio bajo su control.
A finales de noviembre de 1943, se celebró en Jajce el segundo congreso del AVNOJ, en el que Tito se nombró mariscal y primer ministro. Tras la Sexta Ofensiva Antipartisana que le expulsó de Jajce, estableció su cuartel general en la cercana población de Drvar, en los Alpes Dináricos, abandonando temporalmente su anterior táctica de mantenerse en movimiento, hasta entonces efectiva. Para entonces el comandante militar alemán de los Balcanes, el mariscal de campo Maximilian von Weichs, admitía: «Tito es nuestro enemigo más peligroso». La Sexta Ofensiva Antipartisana, un conjunto de operaciones para eliminar a la resistencia de ciertas zonas y asegurar el control del ferrocarril balcánico hacia el Sur, sólo tuvo un éxito efímero: las unidades de la guerrilla retomaron pronto las posiciones perdidas. A pesar de sus dieciocho divisiones, de controlar las principales ciudades yugoslavas, de mantener las comunicaciones y la producción de materias primas, el mando militar alemán no podía controlar las zonas rurales, parcialmente en manos de los partisanos. Lo escabroso de parte del territorio favorecía las acciones de guerrilla de estos. El alto mando partisano había logrado burlar todos los anteriores intentos de captura y eliminación efectuados por el Eje y la necesidad de retirar tropas para reforzar el frente italiano, en el que los Aliados habían tomado Roma a finales de la primavera (4 de junio de 1944), y Hungría, que en total llevó a la pérdida de seis divisiones en Yugoslavia, impedía al mando alemán la puesta en marcha de nuevas grandes operaciones militares contra Tito. Se empezó a sopesar entonces un golpe de mano que paralizase al mando partisano o lograse incluso eliminar a Tito y a sus colaboradores. La nueva operación, preparada a toda prisa, recibió el nombre de «Operación Gambito de Caballo». Se destinaron unos dieciséis mil hombres a la operación.
El cuartel general partisano se hallaba en la localidad bosnia de Drvar, parte del títere Estado Independiente de Croacia, que incluía Bosnia-Herzegovina. Antiguo centro industrial menor, con mil quinientos habitantes antes de la guerra, contaba con tres carreteras de acceso y una línea de ferrocarril. Tito se encontraba en una cueva, cerca de un kilómetro al norte de la población. El río Unac corre a lo largo del acantilado donde se halla la cueva, lo que facilitaba su defensa; la línea férrea recorría la cima del acantilado. Un batallón tenía la misión específica de garantizar su seguridad. El alto mando partisano en Drvar lo completaban Aleksandar Ranković, Vladimir Bakarić, Ivan Milutinović, Edvard Kardelj, Svetozar Vukmanović Tempo y Milovan Đilas.
Además del cuartel general partisano, otras diversas organizaciones afines al movimiento se encontraban por entonces establecidas en Drvar o en sus alrededores. Los oficiales de enlace británicos y soviéticos, así como oficiales estadounidenses en diversas misiones, se encontraban alojados en aldeas de las cercanías. La misión de enlace británica estaba encabezada por Fitzroy Maclean que, sin embargo, estuvo ausente en Londres durante el ataque del Eje; el hijo del primer ministro británico Winston Churchill, Randolph, formaba parte de ella también.

## Ubicación de las unidades partisanas
Además del cuartel general y otras organizaciones partisanos, en Drvar y los alrededores, en la zona de operaciones del XV Cuerpo de Montaña se encontraban entre doce mil y dieciséis mil tropas partisanas. Un batallón de unos trescientos cincuenta hombres servía de escolta a Tito. En Drvar, se encontraban un total de ochocientos partisanos aproximadamente. Junto a la población se encontraba el I Cuerpo partisano, con las tropas escogidas de la 1.ª División Proletaria «Nikola Tesla» y la 6.ª, con su mando en la aldea de Mokronoge, a seis kilómetros al este de Drvar. La siguiente unidad por cercanía era la 3.ª Brigada Proletaria de la 1.ª División Proletaria «Lika», que se encontraba acuartelada en la población de Kamenica, a cinco kilómetros al sur de Drvar.
Más alejados de Drvar pero aún en la zona de operaciones, se hallaban asimismo el V y el VIII Cuerpos partisanos, el primero al noroeste y noreste con su centro al sur de la carretera Mrkonjic Grad-Klujc; el segundo al sureste con su mando en las montañas entre los valle de Glamoc y Livno. La 4.ª División del V Cuerpo estaba desplegada entre Bihac y Bosanski Petrovac, mientras que la 9.ª del VIII Cuerpo lo estaba entre Livno y Bosansko Grahovo.

## El papel del espionaje alemán
Tres organizaciones diferentes del espionaje alemán trataron de determinar el paradero exacto del cuartel general de Tito y la disposición de sus fuerzas en Drvar. Por un lado, dos secciones de la Abwehr: la de espionaje y operaciones clandestinas especiales, por otro, la Sicherheitsdienst (SD) (el departamento de espionaje de las SS), con Skorzeny, por orden específica de Hitler.
De la primera organización involucrada participó la «tropa de reconocimiento del frente» número 216 de la primera sección de la Abwehr. Esta unidad la mandaba el teniente Zavadil, que también quedó agregado al batallón de paracaidistas, pero que no contribuyó significativamente a la planificación del golpe.
De la segunda, participó en la operación la sección segunda de la unidad especial Benesch de la Abwehr, que había logrado confirmar la presencia de Tito en Jajce antes de que las unidades alemanas retomaran la ciudad. La unidad, parte de la División Brandeburgo, estaba formada por miembros de la minoría alemana yugoslava que hablaban serbocroata, tenían contactos entre ustachas y chetniks y habían estado siguiendo los desplazamientos del comandante partisano desde octubre de 1943. El teniente Kirchner, perteneciente a la unidad, había localizado a Tito tras establecer una base para sus patrullas en las cercanías de Bosansko Grahovo. Llegó a acercarse bastante a la cueva donde se hallaba el cuartel partisano y encontró la ubicación de las misiones de enlace Aliadas pero, a pesar de las intercepciones alemanas que confirmaban que el cuartel general partisano se encontraba en Drvar, no identificó la cueva como la sede de este. Kirchner fue asignado al 500.º Batallón de Paracaidistas de las SS para participar en la operación.
Por órdenes de Hitler, el SS-Sturmbannführer Otto Skorzeny, que había dirigido la operación Roble para liberar a Mussolini, participó en la recogida de información anterior al ataque. Skorzeny actuó como representante del SD y, tras confirmar la ubicación del cuartel de Tito en la cueva de Drvar gracias a la información de un desertor partisano, sugirió el asesinato del comandante partisano infiltrando a un reducido grupo de hombres en la población. Pronto descubrió, sin embargo, que el plan para eliminar a Tito se había hecho público y abandonó la planificación del asalto, que había sido rechazada por los mandos militares, en rivalidad con las SS. Parece que no comunicó la información que había recabado al comandante del batallón de paracaidistas, el SS-Hauptsturmführer Kurt Rybka, que debía planear la parte del ataque aerotransportado, crucial para toda la operación.
Debido principalmente a la rivalidad entre las organizaciones y a la competencia entre ellas, las tres no compartieron entre sí la información recogida, lo que influyó notablemente en la planificación y ejecución de la operación militar. Las unidades destinadas a la operación desconocían la ubicación exacta de Tito y su cuartel general.

## El espionaje partisano y Aliado
Los partisanos conocían la presencia en Yugoslavia del batallón paracaidista de las SS desde hacía tiempo y el peligro de posibles operaciones aerotransportadas contra ellos. Una de las razones por las que Skorzeny creía que la operación había sido comunicada a los partisanos era la captura de uno de sus desertores que él mismo había interrogado anteriormente. Por el temor a posibles ataques, el cuartel general partisano se había trasladado a otra cueva cercana al pueblo de Bastasi, a siete kilómetros al oeste de Drvar, quedando la cueva de esta última población únicamente para uso diurno. Como precaución añadida, parte de la VI División se trasladó a las cercanías de Drvar.
El 23 de mayo, un avión de reconocimiento alemán sobrevoló Drvar y las cercanas aldeas de Prinavor y Trninić Brijeg, donde se hallaban parte de los militares británicos y estadounidenses de la misión de enlace. Como resultado del vuelo y temiendo un próximo bombardeo, las misiones de enlaces se trasladaron.
A pesar de la información recogida y del avistamiento del avión alemán, los partisanos no parecían muy alarmados por la posibilidad de un ataque, que el jefe del Estado Mayor partisano, Arso Jovanović consideraba imposible. La noche del 24 de mayo, tras la celebración de su cumpleaños, que era al día siguiente, Tito decidió permanecer en la cueva de Drvar en vez de regresar a la Bastasi, ignorando la inminencia del asalto.
Por su parte, los británicos, gracias a la intercepción de las comunicaciones alemanas con su máquina ULTRA, sabían de la inminencia de una operación, pero desconocían que se trataba de un ataque contra Tito y el alto mando partisano.

## El plan de operaciones
Tras la recogida de información de los servicios de espionaje, comenzó la planificación de la operación el 6 de mayo, después de la recepción de la orden del comandante del Grupo de Ejércitos F, el mariscal Maximilian von Weichs. Hitler aprobó los planes de Von Weichs el 21 La orden final la dio el comandante del 2.º Ejército Panzer, el general Lothar Rendulic, al XV Cuerpo de Montaña el mismo día, lo que dejó únicamente tres días para la preparación del ataque, que comenzó la madrugada del 25. El general Ernst von Leyser, al mando del XV Cuerpo de Montaña, acuartelado en Knin, quedó como responsable directo de la operación militar.
A grandes rasgos, esta consistía en un bombardeo de las posiciones partisanas de Drvar y alrededores por el mando aéreo de la Luftwaffe en Croacia, seguido de un asalto aerotransportado por paracaidistas del 500.º Batallón de las SS al mando del capitán Kurt Rybka y tropas enviadas por planeadores que debían capturar o asesinar a Tito y destruir su centro de mando. El ataque también debía capturar o eliminar a las misiones de enlace de los Aliados presentes en Drvar. Al tiempo, las unidades del XV Cuerpo de Montaña marcharían sobre Drvar para unirse al batallón de paracaidistas, y bloquear las posibles rutas de huida. Un avión de reconocimiento fue asignado a la operación para aterrizar en Drvar y trasladar a Tito, vivo o muerto, a territorio bajo control del Eje.

### El 500.º Batallón de Paracaidistas
El SS-Hauptsturmführer Rybka recibió los primeros datos sobre la misión el 20 de mayo y mayores detalles al día siguiente. Apreciando la imposibilidad de transportar a todo su batallón con los planeadores y aviones disponibles, planteó el traslado en dos vuelos, el primero con seiscientos cincuenta y cuatro hombres que habían de participar en el primer asalto a las 7:00 a. m., y el segundo con doscientos veinte más que llegarían cinco horas más tarde. Se le comunicó que el cuartel de Tito se hallaba en el cementerio, al suroeste de Drvar, o en sus cercanías, a más de dos kilómetros de distancia de la ubicación correcta. Este error del espionaje alemán afectó decisivamente en la operación.
El primer grupo de paracaidistas se dividió en dos grupos, uno que debía capturar la población (subdividido a su vez en otros tres grupos, que recibieron los nombres clave de «rojo» (ochenta y cinco hombres), «verde» (noventa y cinco hombres) y «azul» (cien)) con trescientos catorce hombres y otro con trescientos cincuenta y cuatro para otras tareas y que llegaría a la localidad en seis planeadores. Este segundo grupo se dividía en:

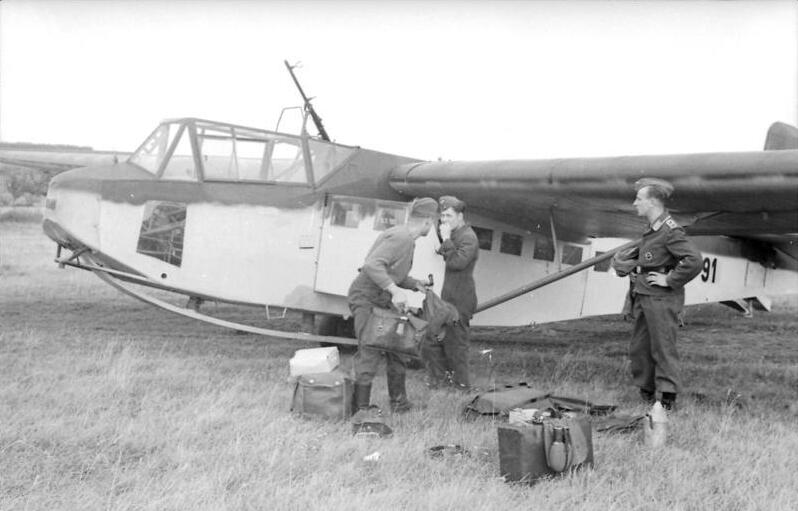
El planeador DFS230 de la Luftwaffe, utilizado para el traslado de tropas durante la operación.

- El «grupo panther» con ciento diez hombres, encargado de tomar el cuartel general partisano («ciudadela» en el código de la misión) y destruirlo,[45][46] y que debía aterrizar para ello en el cementerio.
- El «grupo griefer», con cuarenta efectivos, que debía eliminar a la misión de enlace británica que se hallaba en Prnjavor, a dos kilómetros al sur de Drvar, camino de Bosansko Grahovo.[45][46]
- El «grupo sturmer», con cincuenta hombres encargados de eliminar a la misión militar soviética entre Drvar y el río Unac.[45][46]
- El «grupo brecher», con cincuenta paracaidistas, que debía acabar con los miembros de la misión de enlace estadounidense, que se encontraba en Trninić Brijeg, a dos kilómetros al sur de Drvar.[45][46]
- El «grupo draefganger», con setenta hombres,[46] incluidos algunos de la división Brandenburgo, el teniente Zavadil de la Abwehr y algunos chetniks, que debía tomar el cruce de carreteras al oeste de Drvar y lo que se creía una instalación de comunicaciones cercana.[46][47]
- El «grupo beisser», con veinte paracaidistas,[46] que debía tomar una estación de radio al sur de Prnjavor y después colaborar con el «grupo griefer».[47]

La segunda oleada de paracaidistas, con doscientos veinte hombres, debía llegar a Drvar al mediodía.
Rybka no tuvo en cuenta posibles errores en la información recibida de los servicios de espionaje y no contempló planes alternativos. Se limitó a indicar que lanzaría una bengala roja cuando necesitase reunir a sus hombres.
El 21 de mayo, el batallón de paracaidistas se trasladó a los aeródromos de Nagy-Betskerek, Zagreb y Banja Luka, disfrazados con uniformes de la Wehrmacht por seguridad. Las tropas no recibieron instrucciones hasta pocas horas antes del ataque. Allí se encontraron con los transportes, que incluían los planeadores con capacidad para diez hombres, que los llevarían a su destino. El 24 todos los preparativos estaban listos.

### Las fuerzas terrestres
La misión de las fuerzas de tierra del XV Cuerpo de Montaña era cercar Drvar con nueve columnas agrupadas como sigue:
- Un regimiento de la 373.ª División de Infantería (formada por legionarios croatas), con el nombre clave de «grupo de combate Willam» debía avanzar hacia el este con dirección a Drvar desde la aldea de Srb a las 5:00 a. m. Este grupo debía socorrer al batallón de paracaidistas, tomarlo bajo su mando una vez que alcanzase Drvar y continuar el avance hacia Bosanski Petrovac.
- El 92.º Regimiento Motorizado, junto con el Batallón de Reconocimiento 54.º y un regimiento de la 2.ª Brigada Ligera croata debía avanzar hacia el Sureste desde Bihać, atravesando la aldea de Vrtoče para tomar cuanto antes Bosanski Petrovac, eliminar las unidades partisanas presentes allí y tomar el aeródromo y las instalaciones de suministros de la localidad. Una vez logrado esto, parte de sus efectivos debían marchar hacia Drvar para evitar la huida de los partisanos por la carretera que unía las dos poblaciones y tomar contacto con los paracaidistas.
- Otro batallón de la 373.ª División de Infantería debía partir a las 5:00 a. m. de Lapac y marchar al Este a través de Kulen Vakuf para capturar el cruce de carreteras en Vrtoče. Si fuese necesario, marcharía entonces en dirección noroeste hacia Bihać para asegurar la carretera.
- Un regimiento de la 7.ª División de Montaña SS Prinz Eugen (SS-Prinz Eugen), junto con un batallón de asalto de granaderos panzer debía dirigirse al oeste desde Mrkonjić Grad, acabar con la resistencia partisana al este del río Sana y luego cubrir un amplio frente que impidiese la huida de los partisanos por el este de Drvar.
- Un segundo regimiento de la división SS-Prinz Eugen debía marchar desde Jajce a lo largo del ferrocarril y las carreteras locales atravesando Savici para alcanzar la central eléctrica de Mliniste.
- El «grupo de combate sturmbattalion» junto con la 202.ª Compañía de Panzer debía marchar desde Banja Luka hacia Ključ para tomar el puente del río Sana que utilizaban los partisanos.
- El 105.º Batallón de Reconocimiento de las SS con el refuerzo de una compañía de panzer debía marchar desde Livno y tomar las instalaciones de abastos partisanas en el valle del mismo nombre, además de evitar la retirada de los partisanos hacia el Sur, atacando para ello Drvar una vez tomado Bosanski Grahovo.
- El 369.º Batallón de Reconocimiento de la 369 División de Infantería de la Wehrmacht (con personal croata), bajo el mando del 105 Batallón de Reconocimiento de las SS, debía avanzar desde Livno a través del valle de Glamoc y estorbar la retirada partisana hacia el Sureste.
- El 1.er Regimiento de la División Brandenburgo, junto con tropas auxiliares de irregulares, avanzaría desde Knin hacia Bosanski Grahovo y llevaría a cabo ciertas operaciones contra los partisanos en la zona de Prekaja-Drvar.

## La operación

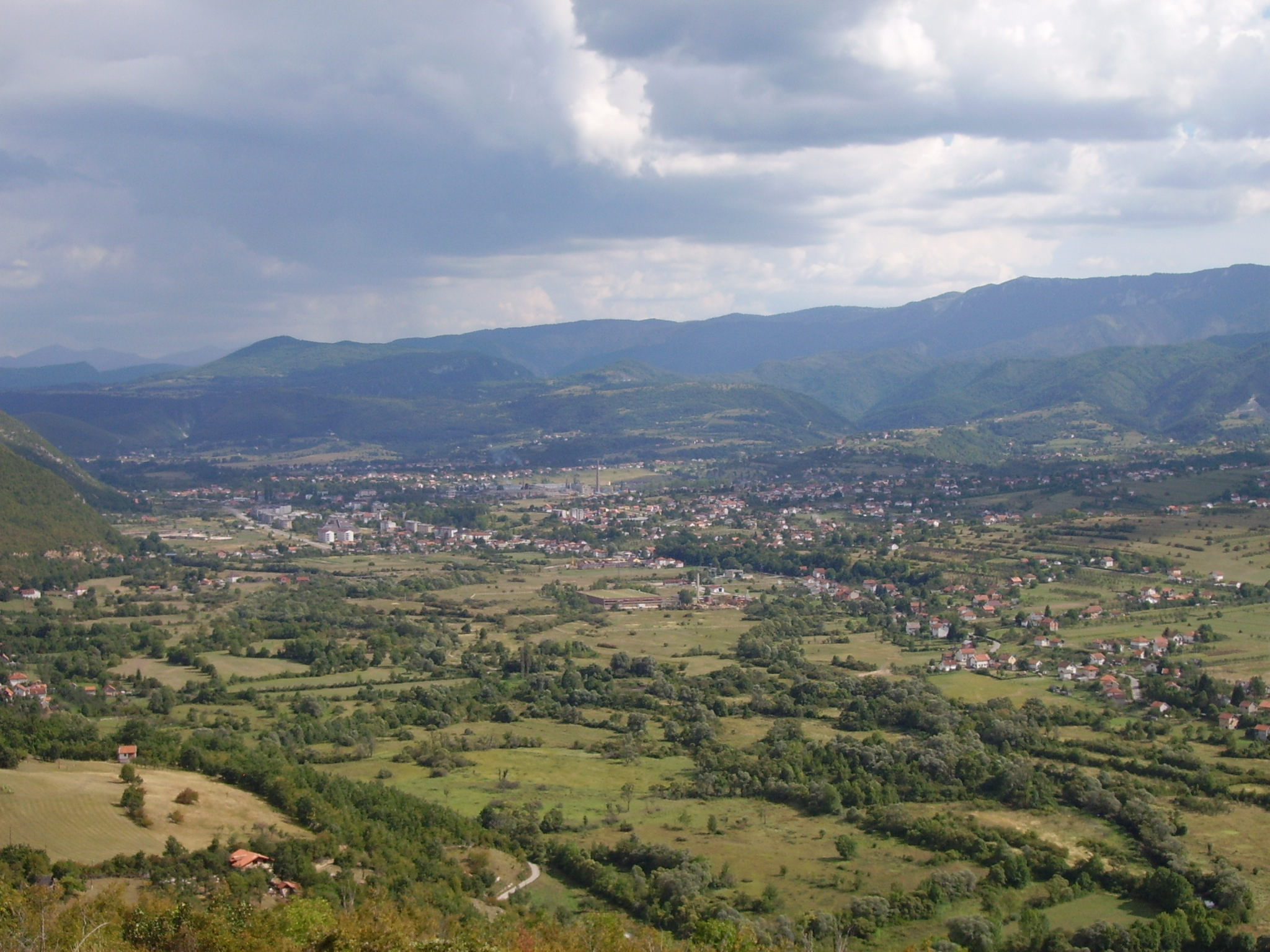
Vista de Drvar a comienzos del.

El ataque comenzó a las 5:00 a. m. del 25 de mayo con el avance de las fuerzas terrestres desde sus zonas de reunión alrededor del área de operaciones. Alrededor de las 6:35 a. m., cinco escuadrones de bombarderos de la Luftwaffe del mando aéreo de Croacia, que incluían entre otros quince bombarderos Stuka comenzaron a atacar los objetivos en Drvar y Petrovac, después de que cazas comenzasen a recorrer el valle del Unac atacando a los partisanos. La sorpresa del ataque fue total para los partisanos, que no habían realizado plan alguno para evitarlo u oponerse a él.

### El asalto de las tropas aerotransportadas
Los efectivos del batallón de paracaidistas comenzaron a llegar a Drvar a las 7:00 a. m. transportados en los Junkers Ju 52, alcanzando en general sus posiciones a pesar de la dificultad creada por la poca visibilidad debida al polvo y el humo de los bombardeos previos. Algunos de los 34 planeadores, sin embargo, se desviaron de sus objetivos: uno aterrizó frente a la cueva de Bastasi, a siete kilómetros de Drvar, mientras que otros lo hicieron en Vrtoče. Los que viajaban en el primero fueron inmediatamente abatidos por el batallón de escolta de Tito que guardaba la cueva y los que lo hacían en los segundos hubieron de abrirse paso a Drvar. A pesar de esto, la primera oleada de paracaidistas se hizo pronto con el control de la ciudad (hacia las 8:45 a. m.), pero sufrió numerosas bajas. La lucha fue confusa y desorganizada, con los paracaidistas tratando de agruparse mientras los partisanos comenzaban a oponerse espontáneamente a su ataque. Tito, que se hallaba en una cabaña cercana a la cueva, se trasladó a esta cuando comenzaron los combates.
El «grupo panther», con el apoyo del «grupo rojo», tomó el cementerio tras encontrar una resistencia mínima y el capitán Rybka estableció allí su cuartel general. No encontró, sin embargo, rastro alguno del cuartel general partisano, que debía encontrarse allí o en los alrededores según la información que había recibido. Los grupos encargados de eliminar a británicos y estadounidense tampoco lograron sus objetivos ya que estos se habían trasladado tras observar el reconocimiento aéreo de 22 de mayo.
Parte del «grupo sturmer» aterrizó con sus planeadores en un campo justo al sur de la cueva de Drvar y comenzó a recibir el fuego de los miembros del batallón de escolta que protegían la misma. El «grupo draufganger» tomó el cruce de carreteras como tenía previsto y atacó entonces el supuesto edificio de comunicaciones, que resultó ser la sede del comité central del KPJ, que resistió con brío hasta que el edificio fue destruido con explosivos.
Los grupos «azul» y «verde», que habían aterrizado en la parte oriental de la ciudad donde se concentraba la mayoría de la población, tuvieron que combatir duramente. Acababa de terminar la conferencia de las juventudes comunistas yugoslavas y muchos de los ochocientos delegados, que se encontraban aún en la ciudad, tomaron las armas y se enfrentaron a los paracaidistas que trataban de acordonar esa parte de la misma.

### El primer contraataque partisano
Dos kilómetros más al Este, en la carretera de Mokronoge se encontraba una escuela de oficiales partisana con unos 130 alumnos. Al escuchar los combates provenientes de Drvar, marcharon en esta dirección armados con pistolas y algunos rifles. Se dividieron en dos grupos: el menor cruzó el Unac y avanzó hacia el Oeste a lo largo del ferrocarril que por el acantilado llevaba a la cueva del cuartel general; el mayor, mientras, recolectaba armamento y munición de los paracaídas alemanes lanzados para sus tropas. Este segundo grupo atacó a los grupos «verde» y «azul» desde Oriente hacia las 8:00 a. m. sufriendo numerosas bajas pero manteniendo la presión sobre el flanco alemán.
Alrededor de las 9:00 a. m. los alemanes habían capturado la mayor parte de Drvar y las tropas comenzaron a realizar un registro casa por casa, con fotografías de Tito, sometiendo a los civiles que encontraron a un interrogatorio brutal. Poco después Rybka observó que la resistencia de los partisanos se había concentrado en el norte de la localidad, en los alrededores de la cueva. Lanzó entonces la bengala roja para reunir a sus hombres y preparar el asalto en esa dirección, suponiendo que podrían estar defendiendo el cuartel general que no había logrado encontrar aún.

### El primer asalto de Rybka a la cueva
Alrededor de las 10:30 a. m., Rybka lanzó un ataque frontal a través del Unac, apoyado por el fuego de una ametralladora pesada MG 42, que disparaba contra la cueva e impedía utilizar su boca para entrar o salir. Los alemanes alcanzaron la base del precipicio, a unos cincuenta metros bajo la cueva, pero solo tras sufrir numerosas bajas y quedarse casi sin agua.

### El segundo contraataque partisano
Mientras Rybka reunía sus fuerzas para el asalto, las unidades partisanas cercanas a Drvar se apresuraron a acudir a la ciudad. Tres batallones de la 3.ª Brigada Proletaria «Lika» de la I División avanzaron desde el Suroeste. Un batallón atacó las posiciones alemanas en el cementerio mientras que otros dos maniobraron para atacar a los alemanes desde el Oeste. El asalto a la cueva fue rechazado tras duros combates.

### La huida de Tito
Hacia las 11:15 a. m., después de haberse rechazado el primer ataque de Rybka, Tito huyó de la cueva junto con parte de sus ayudantes que habían logrado reunirse con él. Tras descender por una cuerda desde la entrada de la cueva, siguió una garganta que desembocaba en el Unac. Después de escalar los escarpes al este del río, el grupo se dirigió a la aldea de Potoci, a unos 15 km, el lugar previsto para las evacuaciones ante un posible ataque. Allí se les unieron poco a poco miembros de las misiones Aliadas y grupos de partisanos.

### El segundo ataque alemán
Hacia mediodía una segunda oleada de paracaidistas se lanzó en dos grupos al oeste del cementerio. La zona de aterrizaje se hallaba al alcance de los partisanos que se encontraban al oeste de Drvar y sufrieron por ello abundantes bajas. Tras reunir a los supervivientes, Rybka organizó un segundo ataque, pero la presión sobre sus flancos resultó excesiva y aquel volvió a fracasar. Los combates continuaron toda la tarde, con numerosas bajas en ambos bandos.

### La retirada al cementerio
Hacia las 2:00 p. m., comenzaron a llegar refuerzos partisanos y se intensificaron los combates, con gran número de bajas por ambas partes y continuos cambios de control de las posiciones principales. Durante toda la tarde, continuaron los combates, la ciudad quedó incendiada y hubo gran número de víctimas entre los civiles. Poco a poco, los partisanos comenzaron a rechazar a los alemanes hacia la ciudad.
Al atardecer el sucesor de Rybka, evacuado por haber sido herido por una granada, ordenó la retirada de sus fuerzas al cementerio. Parte de estas no logró realizar la maniobra, fue cercada y aniquilada. Alrededor de las 6:00 p. m., durante la retirada al cementerio, Rybka cayó herido por una granada y fue evacuado más tarde por el avión que se había destinado a trasladar a Tito en caso de ser capturado.
Hacia las 9:30 p. m., los alemanes habían reforzado su posición en el cementerio, pero se encontraban completamente rodeados y habían sido expulsados de la ciudad. Durante la noche, la 3.ª Brigada Proletaria «Lika» asaltó el cementerio, ayudada por parte de la IX División dálmata. Hacia las 3:30 a. m. del 26 de mayo, se lanzó el último ataque contra el cementerio, lográndose derribar sus muros en diversos puntos pero no acabar con la resistencia de los paracaidistas. Una hora más tarde, poco antes del amanecer que hubiese puesto en peligro a los asaltantes partisanos de ser atacados desde el aire, estos se retiraron del lugar.

### El avance de las unidades de tierra
Durante todo el 25 de mayo, las tropas de tierra del XV Cuerpo de Montaña no habían logrado avanzar de acuerdo a los planes. Se habían topado con una resistencia inesperada a lo largo de sus líneas de avance por parte de los cuerpos partisanos I, V y VIIII y la falta de comunicaciones adecuadas entre sus diversas unidades había perjudicado también su coordinación de la ofensiva. Los Aliados, además, las sometieron a varios bombardeos.

### La retirada partisana
Escoltado por parte de la 3.ª Brigada de Krajina, Tito llegó a Potoci, donde se le unió un batallón de la I Brigada Proletaria. Tras fracasar en su intento nocturno de expulsar a los alemanes de Drvar y convencido de que sus tropas de tierra acabarían por alcanzarla y auxiliar a los paracaidistas, ordenó la retirada de los partisanos de la ciudad. Alrededor de las 5:00 a. m. del 26 de mayo, una unidad de cazabombarderos alemanes atacó a las unidades partisanas en retirada. Después de que se avistasen las primeras tropas alemanas en los alrededores de Potoci, Tito continuó su huida hacia Kupres. Informado el mando Aliado en Italia del ataque contra Tito con la única radio, británica, que sobrevivió al mismo, pronto las fuerzas aéreas en Italia montaron un dispositivo de ayuda que incluyó el uso de cerca de trescientos bombarderos y doscientos cazas en más de mil vuelos contra las fuerzas del Eje. A la vez y como medida auxiliar para llamar la atención de los alemanes, se realizó un ataque contra las posiciones fortificadas alemanas en la isla adriática de Brač El ataque detrajo 1900 hombres de la búsqueda de Tito para reforzar la isla, pero tuvo un gran coste en bajas para los atacantes y no logró tomar las fortificaciones germanas.

### El socorro de los paracaidistas
Hacia las 7:00 a. m. del 26 de mayo, el batallón de paracaidistas logró ponerse en contacto por radio con unidades de reconocimiento del grupo de batalla Willam, aunque hasta las 12:45 p. m. el Regimiento de Granaderos Motorizados 92.º no entró en la ciudad y rompió el cerco. A las 6:00 a. m., algunos cazabombarderos habían comenzado a hostigar nuevamente a los partisanos y poco después lanzaban municiones a los paracaidistas en el cementerio. Por la tarde del 26, comenzaron a llegar diversas unidades terrestres que marchaban sobre la ciudad. Al mismo tiempo, comenzaron los bombardeos Aliados en la zona.

### La evacuación a Italia
Tras seis días de marcha, el jefe de la misión soviética, general Korneyev, que había perdido una pierna en la Batalla de Stalingrado, sugirió a los británicos que solicitasen el envío de uno de los aviones soviéticos en Italia para evacuarlo junto a Tito. Los británicos sopesaron la posibilidad de evacuar a toda la columna y se lo propusieron a Tito, que dudó durante tres días por el posible menoscabo de la moral partisana ante la huida del alto mando de territorio yugoslavo. El 3 de junio, finalmente aceptó y se le envió un DC-3 con pilotos soviéticos y otros seis aviones americanos que le trasladaron a Bari junto con cerca de otros 200 evacuados y más de un centenar heridos.

## Consecuencias

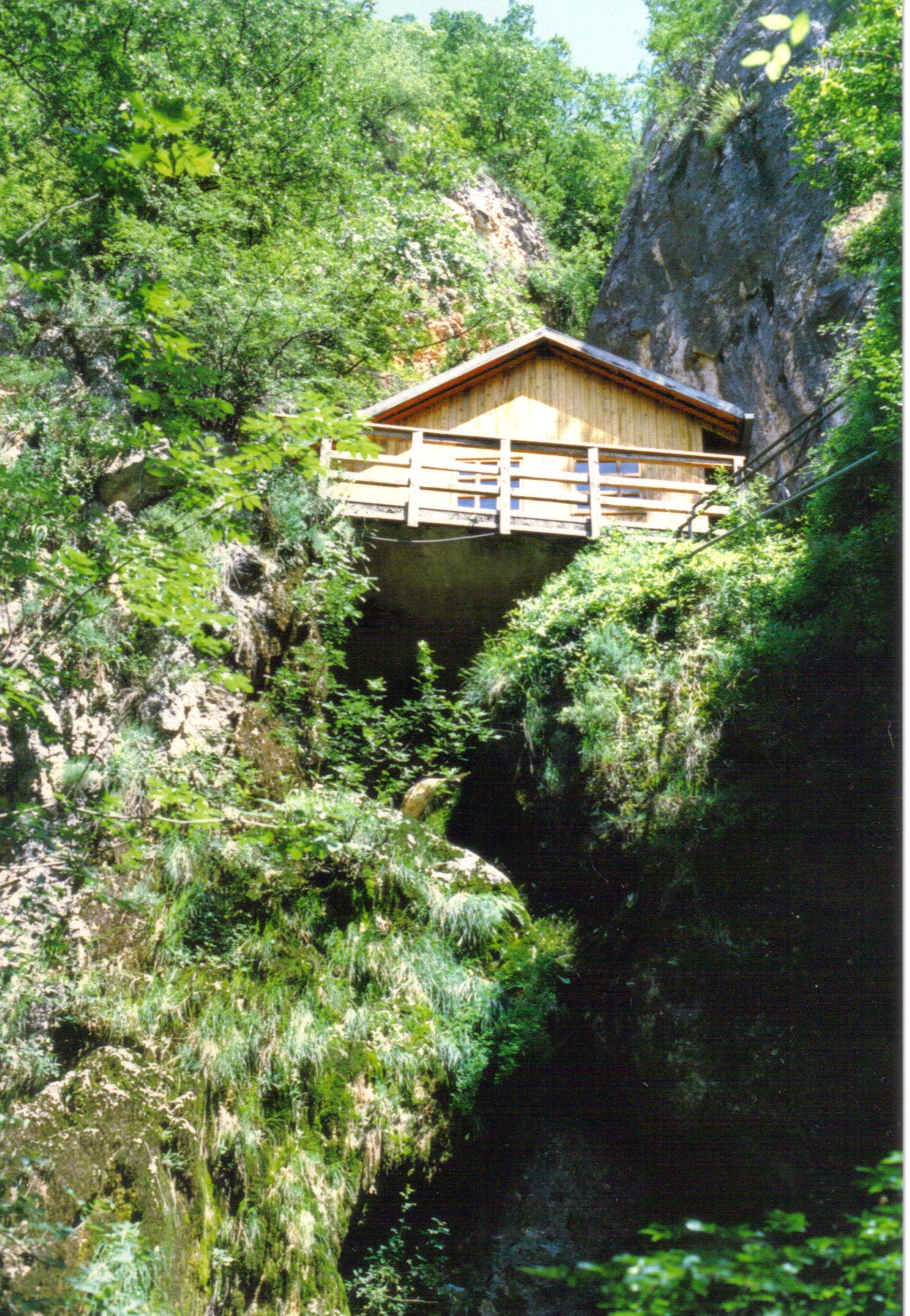
La cueva donde se encontraba el cuartel general de Tito, a comienzos del.

La operación resultó un fracaso. A pesar de los esfuerzos alemanes para localizar y capturar a Tito durante su huida, este logró escapar, recogido por un avión Aliado el 3 de junio de 1944 desde un aeródromo del valle de Kupres y trasladado a Bari. El 6 de junio, el mismo día que comenzaba el desembarco de Normandía, se trasladó a la isla adriática de Vis en un destructor de la Royal Navy y estableció allí su cuartel general.
A pesar de la desorganización temporal del alto mando partisano y de sus organizaciones afines, los efectos del ataque alemán fueron pasajeros. Drvar volvió a control partisano pocas semanas después del asalto germano.
El batallón de paracaidistas quedó seriamente diezmado durante la operación, muriendo 576 de sus hombres y quedando heridos otros 48. La mañana del 26 de mayo, sólo doscientos de ellos se encontraban en condiciones de combatir. Siguió siendo la única unidad de paracaidistas de las SS, aunque cambió su nombre a 600.º Batallón de Paracaidistas de las SS más tarde. La «Operación Gambito de Caballo» fue su única operación de combate como unidad paracaidista.
Según un informe alemán, el XV Cuerpo de Montaña sufrió la pérdida de 213 de sus efectivos por muerte, 881 heridos y 51 desaparecidos durante el ataque a Drvar. El mismo informe calculaba las bajas partisanas en seis mil hombres. Los partisanos, por su parte, negaron tales números y afirmaron haber perdido únicamente unos quinientos muertos y mil heridos, principalmente por los bombardeos de la Luftwaffe. Además, los partisanos afirmaron que más de dos mil civiles habían muerto a manos de las tropas alemanas, que podrían haber sido contadas como bajas militares por los alemanes.

## Orden de batalla

### Partisanos
Partisanos yugoslavos
- 6.ª División «Lika».
- Batallón de escolta de Tito.
- Cadetes de la escuela de oficiales partisana.
- Fuerza aérea Aliada asignada a los Balcanes.

### Eje
- Wehrmacht
  - Un regimiento de la 373.ª División de Infantería (reclutas croatas).
  - Un batallón de reconocimiento reforzado de la 373.ª División de Infantería.
  - Un batallón de reconocimiento reforzado de la 369.ª División de Infantería.
  - El 1.er Regimiento de la División Brandenburgo.[3]
  - Un pelotón de la División Brandenburgo.
  - El 92.º Regimiento de Granaderos.[3]
  - El Batallón de Reconocimiento de Montaña 54.
  - Panzer-Abteilung 202.[3]
- Waffen-SS
  - El 500.º Batallón de Paracaidistas de las SS.
    - El primer regimiento de paracaidistas de la 1.ª División Aerotransportada.
    - El Sonderkommando Zawadil.

  - Un regimiento de la 7.ª División de Montaña SS Prinz Eugen.
  - El 13.º Regimiento de Voluntarios SS «Artur Phleps», parte de la División Prinz Eugen.
  - El 7.º Batallón de Reconocimiento de Montaña de Voluntarios SS (motorizado), parte de la División Prinz Eugen.
  - El 105.º Batallón de Reconocimiento de las SS.
- Luftwaffe
  - Alrededor de cien aviones.

 Croacia
- 1.er regimiento y 2.ª Brigada de Cazadores de la Guardia Nacional.

 Chetniks
- El Cuerpo chetnik «Krajiški».
- El 1.er Cuerpo bosnio «Gavrilo Princip».
- El 501.º Cuerpo chetnik «Dinarski».
- El 502.º Cuerpo chetnik «Dinarski».